# Bermuteo avivorus
Bermuteo avivorus (лат.) — вымерший вид хищных птиц из семейства ястребиных, единственный в монотипичном роду Bermuteo.

## Распространение
Обитал на Бермудских Островах.

## Вымирание
Как полагают, присутствие этих птиц объясняет сообщение о наблюдениях хищников, сделанное на острове в 1603 году Диего Рамиресом, в котором упоминаются «очень красивые ястребы-перепелятники, настолько глупые, что мы их даже забивали дубинками». Вид очевидно, уже не присутствовал в 1623 году, когда капитан Джон Смит заметил, что на Бермудских островах обитают только перелётные хищные птицы. Дата его исчезновения неизвестна, но предполагается, что это произошло после поселения людей на острове в XVII веке и, возможно, из-за охоты и интродукции инвазивных видов.